# Backhaus des Oberdorfes

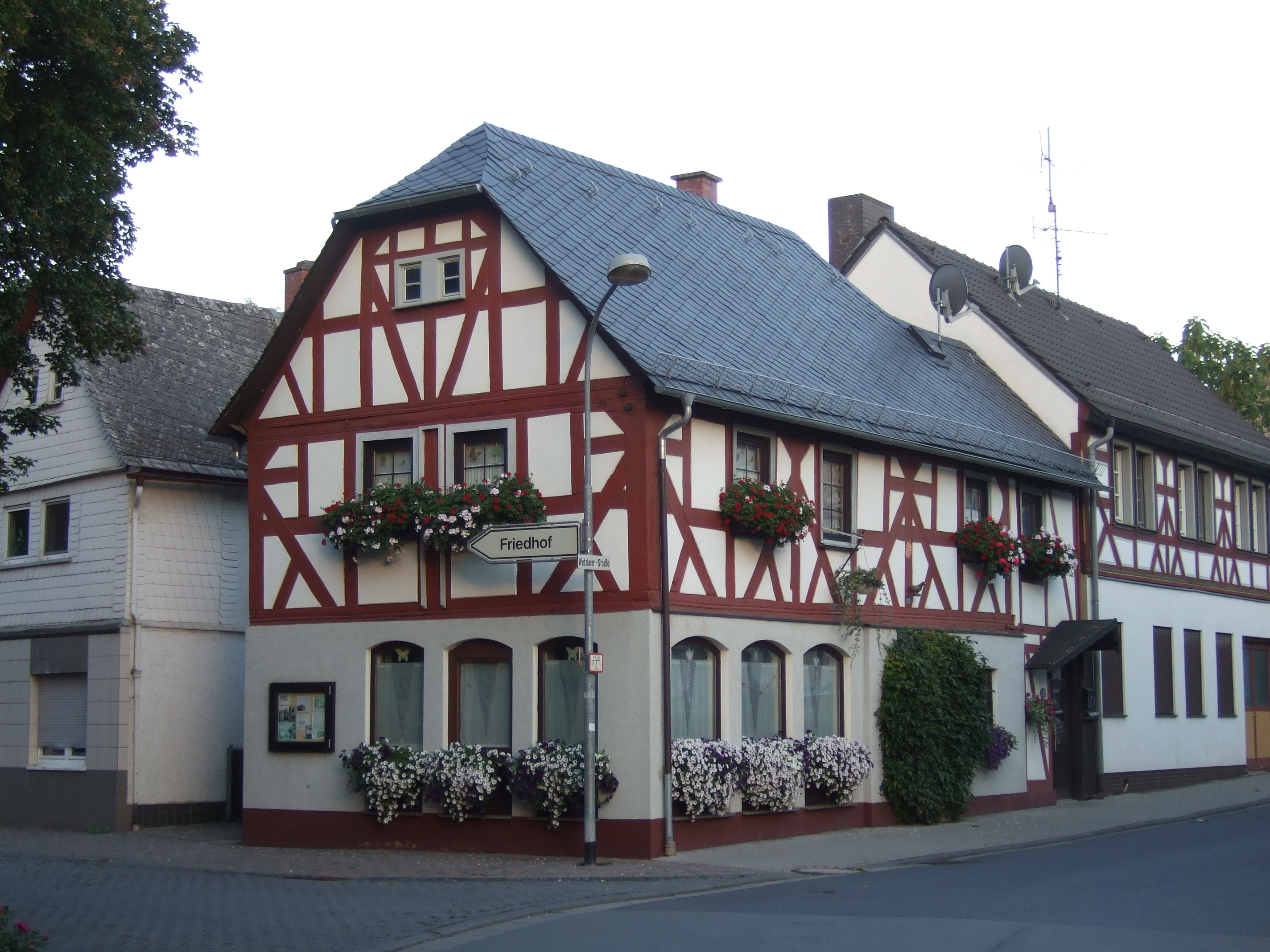
Backhaus des Oberdorfes

Das Backhaus des Oberdorfes ist ein denkmalgeschütztes Gebäude in der Wetzlarer Straße 7 im Stadtteil Hermannstein in Wetzlar, das im späten 18. Jahrhundert errichtet wurde.
Das Erdgeschoss des zweigeschossigen Gebäudes wurde massiv ausgeführt und als Backhaus genutzt, während das Obergeschoss in Fachwerk ausgeführt wurde. Ab spätestens 1823 wurde das Obergeschoss als Ratsstube genutzt, ab 1885 auch als Schulraum. Von 1930 bis 1940 war dort der Amtssitz des Bürgermeisters untergebracht. 
Durch die regelmäßige Gliederung des Fachwerks mit seinen weiten Fußstreben, den gegenläufigen Fußbändern und dem Winkelholz werden Eck- und Bundständer betont. Östlich des Gebäudes befand sich ursprünglich ein Stall, der vermutlich 1884 abgebrochen und durch den Anbau eines Treppenhauses ersetzt wurde.